# Gone Too Soon
"Gone Too Soon" é uma canção de Michael Jackson, lançada como single em 1993 como parte da promoção do álbum Dangerous, de 1991.

## Música
Após o grande sucesso do single "Will You Be There" e de todo o álbum Dangerous, Michael Jackson terminava de vez a promoção do mesmo com o lançamento do último single. Inicialmente ele escolheria a canção "She Drives Me Wild", mas acabou optando por lançar outra balada, seguindo o sucesso de "Will You Be There". A canção escolhida foi então "Gone Too Soon", uma das únicas canções do álbum não compostas por Michael. Entretanto, "Gone Too Soon" foi um verdadeiro fracasso de vendas quando comparada aos outros singles, ficando na posição #33 do chart da Billboard.
Michael dedicou a música a Ryan White, um amigo que morreu de AIDS. A canção também foi incluida na compilação Diana Princess of Wales Tribute, lançada pela Sony em 1997 em virtude da morte da princesa Diana em um acidente de carro em Paris no mesmo ano.
A canção nunca foi incluida em nenhuma turnê oficial de Michael e a única vez que ele performou a canção ao vivo foi durante a posse do presidente americano Bill Clinton, em 20 de Janeiro de 1993.
Ironicamente, a interpretação mais dramática de Gone Too Soon (Se foi muito cedo) em relação ao astro Michael Jackson foi realizada em seu próprio funeral por Usher Raymond IV (conhecido apenas por Usher). Usher cantou "Gone Too Soon" no memorial a Michael Jackson no Staples Center em 7 de julho de 2009. Ele foi o primeiro intérprete no funeral a se aproximar e tocar no caixão de Michael, posteriormente juntando-se a outros participantes do evento no palco para cantar a música Heal The World.

## Single
CD - Maxi (uníca versão "Single" lançada da música)
1. Gone Too Soon" – 3:21
2. Human Nature" - 4:05
3. She's out of My Life" – 3:38
4. Thriller - 5:57